# Дом Веймара
Дом Веймара (дом Перкина) — памятник архитектуры. Расположен в Санкт-Петербурге, современный адрес дома — Невский проспект, 10.
Один их трёх сохранившихся домов застройки 1760-х годов согласно проекту застройки А. В. Квасова для П. И. Перкина. По решению фасада близок к дому 8, в декоративном оформлении использованы хорошо прорисованные лепные медальоны, вазоны и гирлянды. Завершает перспективу Малой Морской улицы, архитектор неизвестен (возможно, сам А. В. Квасов).
Дом трёхэтажный, на высоком подвале. Вид дома сохранился во всём, кроме замены черепичной крыши на железную в 1834 году и подъёма кровли с устройством в ней окон в конце 1990х годов.
С 1773 г. участок принадлежал чиновнику И. Д. Либериху, который продал дом в 1797 году А. А. Безбородко. В первой четверти XIX в. владельцем был Н. П. Шарон, открывший в доме магазин сувениров, игрушек и парфюмерии. Его сын в 1830е продал дом Е. Ф. Паскалю, который в 1835 году надстроил и расширил дворовые флигели. Паскаль владел участком до 1850-х годов, затем дом перешёл П. Мятлеву, при котором в доме был нотный магазин М. И. Бернара. С 1866 года владельцем дома был доктор О. Э. Веймар, в 1878 году у него скрывалась В. И. Засулич; при нём в доме были расположены книжный магазин издателя О. И. Бакста, художественное бюро и постоянная выставка картин. В 1905—1906 годы в здании работал сатирический журнал «Пулемёт», здесь же арестовали его издателя и редактора Н. Г. Шебуева. С конца XIX века в доме находилось фотоателье Д. С. Здобнова. После революции, в 1920е годы, в здании была мастерская и магазин пишущих машинок, потом — общежитие Института текстильной и легкой промышленности, с 1996—1998 дом был приспособлен под бизнес-центр.